# Кърваво писмо
Кървавото писмо е историческо писмо за обявяването на Априлското въстание в Копривщица, написано от Тодор Каблешков.
След обявяването на въстанието в града той пише това писмо, с което съобщава на своите съмишленици в Панагюрище, че въстанието е започнало, и го подписва с кръв от убития мюдюрин. Писмото е изпратено на 20 април (стар стил) до Георги Бенковски в Панагюрище. To е пренесено от 19-годишния Георги Салчев, който изминава 5-часовия път от Копривщица до Панагюрище само за 2 часа. Точно преди Панагюрище конят на преносителя на кървавото писмо издъхва от натоварването.
Ето неговото съдържание, според Захари Стоянов:
„Братя!
Вчера пристигна въ село Неджебъ ага, изъ Пловдивъ, който поиска да затвори нѣколко души заедно съ мене. Като бѣхъ известенъ за вашето решение, станало въ Оборищкото събрание, повикахъ нѣколко души юнаци и слѣдъ като се въорѫжихме, отправихме се къмъ конака, който нападнахме и убихме мюдюра, съ нѣколко заптиета... Сега, когато ви пиша това писмо, знамето се развѣва прѣдъ конака, пушкитѣ гърмятъ, придружени отъ ека на черковнитѣ камбани, и юнацитѣ се цѣлуватъ единъ други по улицитѣ!... Ако вие, братя, сте биле истински патриоти и апостоли на свободата, то послѣдвайте нашия примѣръ и въ Панагюрище...
 Копривщица, 20 априлий 1876 г.
Т. Каблешковъ.
Бѣхъ очевидецъ, когато се извърши всичко гореказано въ писмото на Тодора. Тръгвамъ за Клисура, за да направя сѫщото.
Н. Караджовъ“